# Githa Nelander
Githa Nelander (født 28. januar 1961) er en dansk politiker. Hun har været byrådsmedlem i Næstved Kommune siden 2014 og regionsrådmedlem i Region Sjælland siden 2022. Hun skiftede parti fra Dansk Folkeparti til Nye Borgerlige i 2020, blev løsgænger  i maj 2024 og er igen medlem af Dansk Folkeparti fra august 2024.
Githa Nelander var opstillet til alle folketingsvalg fra 2011 til 2022 og til Europa-Parlamentsvalget i 2014. I 2024 var hun kortvarigt kandidat til formandsposten i Nye Borgerlige efter Pernille Vermunds afgang men trak sig før formandsvalget.
Nelander er uddannet inden for salg og markedsføring. Hun har været salgs- og markedschef i TDC og YouSee og businesscoach i Falck. I 2020 var hun trafikleder i busselskabet Nobina.

## Valghistorie

### Kommunalvalg
| Valg                | Opstillet i     | Personlige stemmer | Parti            | Resultat | Kilde |
| ------------------- | --------------- | ------------------ | ---------------- | -------- | ----- |
| Kommunalvalget 2013 | Næstved Kommune | 463                | Dansk Folkeparti | Valgt    | [ 6 ] |
| Kommunalvalget 2017 | Næstved Kommune | 601                | Dansk Folkeparti | Valgt    | [ 7 ] |
| Kommunalvalget 2021 | Næstved Kommune | 765                | Nye Borgerlige   | Valgt    | [ 8 ] |

### Regionsrådsvalg
| Valg                   | Opstillet i       | Personlige stemmer | Parti            | Resultat   | Kilde  |
| ---------------------- | ----------------- | ------------------ | ---------------- | ---------- | ------ |
| Regionsrådsvalget 2017 | Region Syddanmark | 686                | Dansk Folkeparti | Ikke valgt | [ 9 ]  |
| Regionsrådsvalget 2021 | Region Syddanmark | 2290               | Nye Borgerlige   | Valgt      | [ 10 ] |

### Folketingsvalg
| Valg                  | Opstillet i                                   | Personlige stemmer | Parti            | Resultat         | Kilde  |
| --------------------- | --------------------------------------------- | ------------------ | ---------------- | ---------------- | ------ |
| Folketingsvalget 2011 | Lyngbykredsen (Københavns Omegns Storkreds)   | 421                | Dansk Folkeparti | 4. stedfortræder | [ 11 ] |
| Folketingsvalget 2015 | Hvidovrekredsen (Københavns Omegns Storkreds) | 248                | Dansk Folkeparti | 8. stedfortræder | [ 12 ] |
| Folketingsvalget 2019 | Lollandkredsen (Sjællands Storkreds)          | 701                | Dansk Folkeparti | 7. stedfortræder | [ 13 ] |
| Folketingsvalget 2022 | Sjællands Storkreds                           | 705                | Nye Borgerlige   | 2. stedfortræder | [ 14 ] |

### Europa-Parlamentsvalg
| Valg                         | Opstillet i | Personlige stemmer | Parti            | Resultat         | Kilde  |
| ---------------------------- | ----------- | ------------------ | ---------------- | ---------------- | ------ |
| Europa-Parlamentsvalget 2014 | Danmark     | 1115               | Dansk Folkeparti | 6. stedfortræder | [ 15 ] |